# フランス領ダホメ

ダホメ植民地
Colonie du Dahomey (フランス語)

国歌: La Marseillaise（フランス語）
ラ・マルセイエーズ

深緑：フランス領ダホメ
黄緑：フランス領西アフリカの他の地域
灰色：その他のフランス植民地
黒：フランス共和国

フランス領ダホメ（フランスりょうダホメ）は、ダホメ王国がフランスに滅ぼされ、フランス植民地帝国内の植民地となった19世紀からベナンとして完全独立を達成した1960年までの間を指す。首都はポルトノボ。

## 設立
1890年からフランスはダホメ王国に征服を開始した。この時にフランス軍として従軍した兵士にはアフリカ人であり、敵意を持っていた。特にヨルバ人が強く、この事が王国の滅亡に導いたと推測され、この征服は1894年まで続き、1900年2月12日に完全に滅亡した。
フランスは早速1904年にフランス領西アフリカに編入し、ダホメ王国地域はフランス領ダホメとして成立した。

## フランス下
フランス下となったダホメではコトヌーの建設、道の舗装、鉄道の建設、学校施設の建設など急速な発展が進んだ。だが原住民は奴隷や兵士として使われ、決して全ての人々の生活が裕福だったわけではなかった。

## 独立
1946年10月27日にフランス連合に入り、1958年12月11日にダホメ自治共和国となり、フランス連合の改変でフランス共同体の一国家として加盟。この頃ダホメでは国の基盤が出来ていったため、独立運動が広がっていった。そして1960年8月5日にダホメ共和国として完全独立。だがヨルバ人とバリバ人、フォン人などの民族抗争が続いた。この原因の一つとしてダホメ王国滅亡に加担したヨルバ人への怨念があったとされている。